# Örömapa (film, 2022)
Az Örömapa (eredeti cím: Father of the Bride) 2022-es amerikai romantikus filmvígjáték, amelyet Matt Lopez forgatókönyvéből Gaz Alazraki rendezett, Edward Streeter 1949-es, Father of the Bride című regénye alapján. A film az 1950-es és 1991-es filmek újragondolása, valamint a hatodik rész az Örömapa-filmsorozatban. A főbb szerepekben Andy García, Gloria Estefan, Adria Arjona, Isabela Merced, Diego Boneta és Chloe Fineman látható.
A film 2022. június 16-án jelent meg az HBO Maxon.

## Cselekmény
A neves építész, Billy Herrera és felesége, Ingrid egy Miamiban élő kubai-amerikai házaspár, akiknek két lányuk van: Sofia, aki nemrég fejezte be a jogi egyetemet, és Cora, egy lázadó, divattervezői ambíciókat dédelgető fiatal nő.
Egy párterápiás alkalom során Ingrid közli Billyvel, hogy elege van a férfi munkamániájából és makacsságából, ezért válni akar. A terapeuta azt tanácsolja, hogy azonnal mondják el a lányaiknak. Ingrid szeretné ezt még aznap bejelenteni, amikor Sofia hazaér látogatóba, ám Sofia megelőzi őket: bejelenti, hogy eljegyezte magát Adan Castillóval, egy szintén ügyvéd férfival, és egy hónapon belül meg akarnak házasodni. Billy és Ingrid úgy döntenek, hogy a válásukat titokban tartják a lagzi utánig. Billy vonakodik elfogadni Sofia eljegyzését és azt, hogy a lánya Mexikóba költözne Adannal, hogy egy nonprofit szervezetnél dolgozzanak, ahelyett, hogy az Egyesült Államokban maradnának.
Billy nem ért egyet a jegyespárral: ő nagy, hagyományos kubai esküvőt szeretne, míg Sofia és Adan inkább kisebb szertartást terveznek. Közben Sofia megkéri Corát, hogy készítse el a menyasszonyi ruháját és a koszorúslányok ruháit is, amitől feldúlt lesz az extravagáns esküvőszervező, Natalie Vance.
Adan gazdag édesapja, Hernan, valamint a család többi tagja megérkezik Miamiba. Hernan és Billy továbbra sem értenek egyet az esküvő költségeivel és méreteivel kapcsolatban; Hernan megsérti Billyt azzal, hogy felajánlja, kifizeti, amit ő nem tud megengedni magának. Ezt követően egy fényűző eljegyzési partit rendez a jachtján. Hernan egy fényűző villát is megszerez egy Miami-szigeten, és felajánlja, hogy ott tartsák az esküvőt, ami heves szóváltáshoz vezet közte és Billy között. A vita során Billy beismeri, hogy nem kedveli Adant és a családját. Később, Sofia ruhapróbájánál Billy kiengeszteli a lányát, majd Adan legénybúcsúján elárulja neki a válásuk hírét.
Egy közelgő vihar veszélyezteti az esküvő lebonyolítását. A családok ennek ellenére megtartják a próbát, ahol Cora véletlenül meghallja, hogy Billy a válásról beszél unokatestvérének, Juniornak, és azonnal elmondja a hírt a többi vendégnek. Sofia undorodik attól, hogy a szülei és Adan eltitkolták előle az igazságot, de végül ismét kibékül az apjával, és beleegyezik, hogy az esküvő menjen tovább. Aznap este a Herrera család együtt marad a vihar ellenére. Másnapra kitisztul az idő, de a vihar elmosta az esküvő helyszínére vezető egyetlen hidat, és tönkretette a dekorációt is. A Herrerák és a Castillók összefognak, és utolsó pillanatban Billyék otthonában rendezik meg az esküvőt. Sofia és Adan összeházasodnak Billy teljes támogatásával, miközben Billy és Ingrid között újra fellángol a szerelem.

## Szereplők
| Szerep                     | Színész                  | Magyar hang           |
| -------------------------- | ------------------------ | --------------------- |
| Billy Herrera              | Andy García              | Forgács Péter         |
| Ingrid Herrera             | Gloria Estefan           | Hernádi Judit         |
| Ingrid Herrera             | Emily Estefan (fiatalon) |                       |
| Sofia Herrera              | Adria Arjona             | Bogdányi Titanilla    |
| Cora Herrera               | Isabela Merced           | Dér Marus             |
| Adan Castillo              | Diego Boneta             | Horváth Illés         |
| Natalie Vance              | Chloe Fineman            | Sipos Eszter Anna     |
| Vanessa                    | Ana Fabrega              | Bánfalvi Eszter       |
| Junior                     | Enrique Murciano         | Bede-Fazekas Szabolcs |
| Marcela Castillo           | Laura Harring            | Orosz Anna            |
| Tio Walter                 | Ruben Rabasa             | Fodor Tamás           |
| Hernan Castillo            | Pedro Damián             | Máté Gábor            |
| Dr. Gary Saeger            | Matt Walsh               | Seder Gábor           |
| Julieta Castiilo           | Macarena Achaga          |                       |
| Kyler                      | Casey Thomas Brown       |                       |
| Caridad "Chi Chi" Gonzalez | Marta Velasco            | Szabó Éva             |
| Junior Jr.                 | Sean Patrick Dawson      |                       |
| Huan                       | Ho-Kwan Tse              |                       |
| Tia Pili                   | Angela Alvarez           |                       |

### Magyar változat
- Főcím: Bozai József
- Magyar szöveg: Garamvölgyi Andrea
- Hangmérnök: Schriffert László
- Vágó: Simkóné Varga Erzsébet
- Gyártásvezető: Cabello-Colini Borbála
- Szinkronrendező: Nikas Dániel

A szinkront a Mafilm Audio Kft. készítette el.

## A film készítése
2020 szeptemberében jelentették be, hogy a Warner Bros. Pictures elkészíti az Örömapa latin adaptációját, amelynek középpontjában kubai-amerikaiak állnak; a forgatókönyvet Matt Lopez írta. 2021 februárjában jelentették be, hogy Gaz Alazraki lesz a film rendezője. 2021 márciusában bejelentették, hogy Andy García lesz a címszereplő. 2021 áprilisában Adria Arjona, Gloria Estefan, Isabela Merced, Diego Boneta, Enrique Murciano és Macarena Achaga csatlakozott a szereplőgárdához. 2021 júniusában Chloe Fineman és Ana Fabrega csatlakozott a stábhoz. A filmet a Warner Bros. Pictures és a HBO Max gyártotta.
A forgatás 2021. június 22-én kezdődött a Georgia állambeli Atlantában.

## Fogadtatás
A Rotten Tomatoes weboldalon 80%-os értékelést kapott 55 pozitív kritika alapján, az átlagos értékelése 6,6 pont a 10-ből. Az oldal szöveges összefoglalója: „A Örömapa messze nem az első olyan film, amely az oltár elé lép, de okosan eltér elődeitől, miközben megerősíti a történet időtlen varázsát.” A Metacritic oldalán 100-ból 65 pontot kapott (13 kritika alapján), ami „általánosságban kedvező” kritikát jelent.